# Eggetaler Panorama Rundwanderweg
Der Eggetaler Panorama Rundwanderweg ist ein ausgeschilderter Rundwanderweg rund um das Eggetal bei Börninghausen.

## Markierung
Sein Verlauf ist mit einem schwarzen E in einem schwarzen Ring auf gelbem Grund ( Ⓔ ) durchgängig gekennzeichnet.

## Verlauf
Der Rundwanderweg hat einen Zuweg vom Haltepunkt Mesch-Neue Mühle an der Ravensberger Bahn aus. Von dort führt der Weg nach Überschreiten der Großen Aue ins Eggetal. Zunächst verläuft der Weg am Waldrand nördlich von Maschberg und Nonnenstein. Er erreicht dann das im Tal gelegene Eininghausen, um dann Richtung Egge und Wiehenturm wieder anzusteigen. Parallel zum Kamm der Egge verläuft der Weg Richtung Osten in Richtung Burg Limberg. Nördlich von Börninghausen führt der Weg erneut ins Tal hinab und erreicht über Fiegenburg und den Zuweg den Startpunkt der Wanderung.

### Übergänge
- Mehrfach kreuzt der Sachsenweg ( S ).
- In Neue Mühle ist der Übergang zum Wittekindsweg (), gleichzeitig E11 (), möglich.
- In der Egge berührt der Weg mehrfach die Nordvariante des Wittekindswegs ( ┴ )
- An einigen Stellen berühren sich der Eggetaler Panorama Rundwanderweg und der Limberg-Nonnenstein-Weg ( O ). Der Limberg-Nonenstein-Weg ist eine weitergefasste Variante einer Rundwanderung rund um das Eggetal. Anders als der Panorama Rundwanderweg verläuft der Limberg-Nonnenstein-Weg überwiegend durch dichten Wald und ermöglicht so weitaus weniger Ausblicke hinab ins Eggetal.

### Sehenswürdigkeiten
- Wiehenturm
- Burg Limberg (unweit des Weges)